# Hans Emanuel Öberg
Hans Emanuel Öberg, född 1 mars 1893 i Nora socken, Ångermanland, död 29 januari 1969 i Örnsköldsvik, var präst och psalmdiktare.
Efter studier vid Fjellstedtska skolan i Uppsala och vid Göteborgs högskola blev Öberg teologie kandidat och prästvigd år 1918, samt år 1919 komminister i Junsele. Kyrkoherde i Sidensjö blev Öberg år 1928, kontraktsprost år 1938 och e.o. hovpredikant år 1944. År 1947 blev Öberg kyrkoherde i närbelägna Själevad. År 1959 pensionerades Öberg och var därefter bosatt i Örnsköldsvik.

## Psalmer
- Herre, jag vill bida, nr 233 i Sånger och psalmer 1951, nr 206 i Den svenska psalmboken 1986, 1986 års Cecilia-psalmbok, Psalmer och Sånger 1987, Segertoner 1988, och Frälsningsarméns sångbok 1990.

## Fotnoter
1. 1 2 3 4 5  Sveriges dödbok 1830–2020, åttonde utgåvan, Sveriges Släktforskarförbund, november 2021, läst: 11 maj 2022.[källa från Wikidata]
2. ↑  Sveriges Dödbok 1901–2009, DVD-ROM, Version 5.00, Sveriges Släktforskarförbund (2010).